# Aphanius isfahanensis
Aphanius isfahanensis är en fiskart som beskrevs av Hrbek, Keivany och Brian W. Coad 2006. Aphanius isfahanensis ingår i släktet Aphanius och familjen Cyprinodontidae. Inga underarter finns listade i Catalogue of Life.